# Holocaust (Begriff)

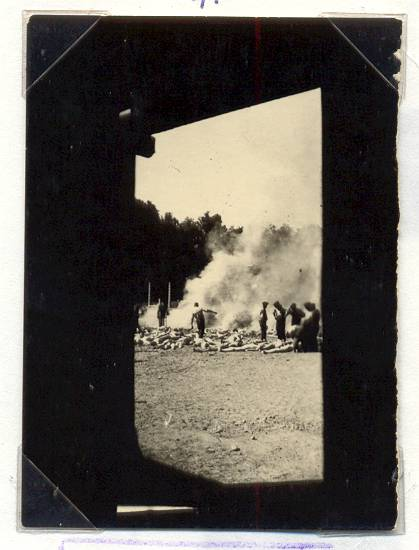
Leichenverbrennung durch das Sonderkommando KZ Auschwitz-Birkenau. Eine der Sonderkommando-Fotografien, 1944 heimlich von einem Häftling aufgenommen.

Der Begriff Holocaust stammt vom griechischen Partizip ὁλόκαυστος holókaustos, das „vollständig verbrannt“ bedeutet und seit etwa 2500 Jahren bekannt ist. Das zugehörige Substantiv ὁλοκαύτωμα (holocaútōma) bezeichnete im Altertum eine Brandopferung von Tieren. Die Latinisierung holocaustum ging über verschiedene Bibelübersetzungen zuerst in den französischen (l’holocauste) und englischen (the holocaust) Wortschatz, von da aus auch in andere europäische Sprachen ein.
Seit dem 12. Jahrhundert bezeichnete holocaustum auch Feuertode vieler Menschen als Brandkatastrophen oder Verbrennungen. Ab 1895 bezeichneten englischsprachige Autoren Massaker an den Armeniern als holocaust. Damit wurde der Ausdruck erstmals auch für Massenmorde an einer Ethnie verwendet, die nach 1945 als „Völkermord“ (Genozid) bezeichnet und rechtlich definiert wurden. Seit 1942 wurden zuerst im Vereinigten Königreich auch Massenmorde von Nationalsozialisten an Juden holocaust genannt.
Als der Holocaust (nun auch im Englischen mit bestimmtem Artikel und großem H) wird seit etwa 1960 in den Vereinigten Staaten und seit 1978 auch in der Bundesrepublik Deutschland und vielen weiteren Staaten Europas der Massenmord an etwa sechs Millionen europäischen Juden in der Zeit des Nationalsozialismus bezeichnet. Die Nationalsozialisten bezeichneten diesen als „Endlösung der Judenfrage“ und rechtfertigten ihn mit ihrem zur Staatsideologie erhobenen Rassen-Antisemitismus. Der Judenmord wurde mit staatlichen Mitteln organisiert, systematisch auch mit industriellen Methoden durchgeführt und zielte auf die Ausrottung aller Juden in Europa.
Israelis und Teile der westlichen Öffentlichkeit bezeichnen dieses Ereignis seit 1948 auch als (die) Shoa (hebräisch für „Katastrophe, Untergang, Zerstörung“).
Das Wort Holocaust und sein Bedeutungswandel wurden in der Holocaustforschung und Erinnerungskultur zu einem Diskussionsthema. Erörtert wurde, ob es wegen seiner Herkunft als Bezeichnung für die Judenvernichtung geeignet ist und ob es nur diese bezeichnen oder auch andere NS-Massenmorde umfassen sollte. Es wird heute nur selten für die „Gesamtheit der Repressions- und Vernichtungspolitik der Nationalsozialisten gegen alle Opfergruppen“ verwendet. Manche Historiker bezeichnen den NS-Massenmord an den Roma (Porajmos) als Teil des Holocaust oder als „Roma-Holocaust“. Sie erkennen diesen damit als gleichrangig mit der Judenvernichtung an. Demgegenüber wird das Bezeichnen anderer Völkermorde oder Massentötungen als „Holocaust“ oft als Verharmlosung oder Relativierung der Judenvernichtung kritisiert.

## Begriffsgeschichte

### Herkunft aus dem Opferkult
Das Wort Holocaust ist ein Lehnwort aus dem griechischen Adjektiv ὁλόκαυστον holókauston (Neutrum zu ὁλόκαυστος holókaustos), das wie das zugehörige Substantiv ὁλοκαύτωμα holocaútōma aus ὅλος hólos („ganz, vollständig“) und καῦσις kaúsis („Brand, Verbrennung“) zusammengesetzt ist. Es bedeutet wörtlich „vollständig verbrannt/Verbranntes“. Erstmals überliefert ist es bei dem griechischen Historiker Xenophon (ca. 426–355 v. Chr.) für ein Tieropfer. In der griechischen Religion wurde der Begriff selten verwendet.
Die um 250 v. Chr. begonnene griechische Bibelübersetzung, die Septuaginta (abgekürzt LXX), verwendete holokautoma und holókauston etwa 200-mal für die im Tanach, der hebräischen Bibel, oft nebeneinander stehenden Worte olah (עלה) und kalil (כליל). Diese bedeuten wörtlich: „Das, was ganz in Rauch zum Himmel aufsteigt“. Gemeint sind Tieropfer, bei denen alle Körperteile und Innereien eines geschlachteten und zerteilten Opfertieres auf einem Altar verbrannt wurden, wie es Lev 9,12ff.  beschreibt. So heißt es in 1 Sam 7,9 :

„Da nahm Samuel ein junges Lamm und brachte es dem Herrn als Ganzopfer [LXX: ὁλοκαύτωσιν; Akkusativ] dar. Er rief zum Herrn für Israel und der Herr erhörte ihn.“

Im Tanach bezeichnet olah einmal ein unausgeführtes Menschenopfer, die Beinahe-Opferung Isaaks (Gen 22,2 ):

„Gott sprach zu Abraham: Nimm Isaak, deinen einzigen Sohn, den du liebhast, und geh hin in das Land Morija und bringe ihn dort als Brandopfer [LXX: ὁλοκάρπωσιν; Akkusativ] dar auf einem Berge, den ich dir sagen werde.“

Nach dem weiteren Text verhindert Gott die Ausführung im letzten Moment und nimmt stattdessen einen Widder als Brandopfer (hebräisch olah) an.
Die lateinische Bibelübersetzung Vulgata aus dem 4. Jahrhundert latinisierte die griechischen Begriffe der LXX holokauston, holokautoma und holokarposis zu dem im Lateinischen unbekannten Wort holocaustum. Dieses drang über landessprachliche Übersetzungen der Vulgata in das Französische und Englische, von dort aus in weitere europäische Sprachen ein. Die Lutherbibel dagegen, die die Entwicklung zum Standarddeutsch maßgeblich vorantrieb, übersetzte den ursprünglichen hebräischen Wortlaut mit „Brandopfer“ oder „Ganzopfer“.

### Bedeutungswandel seit dem Mittelalter

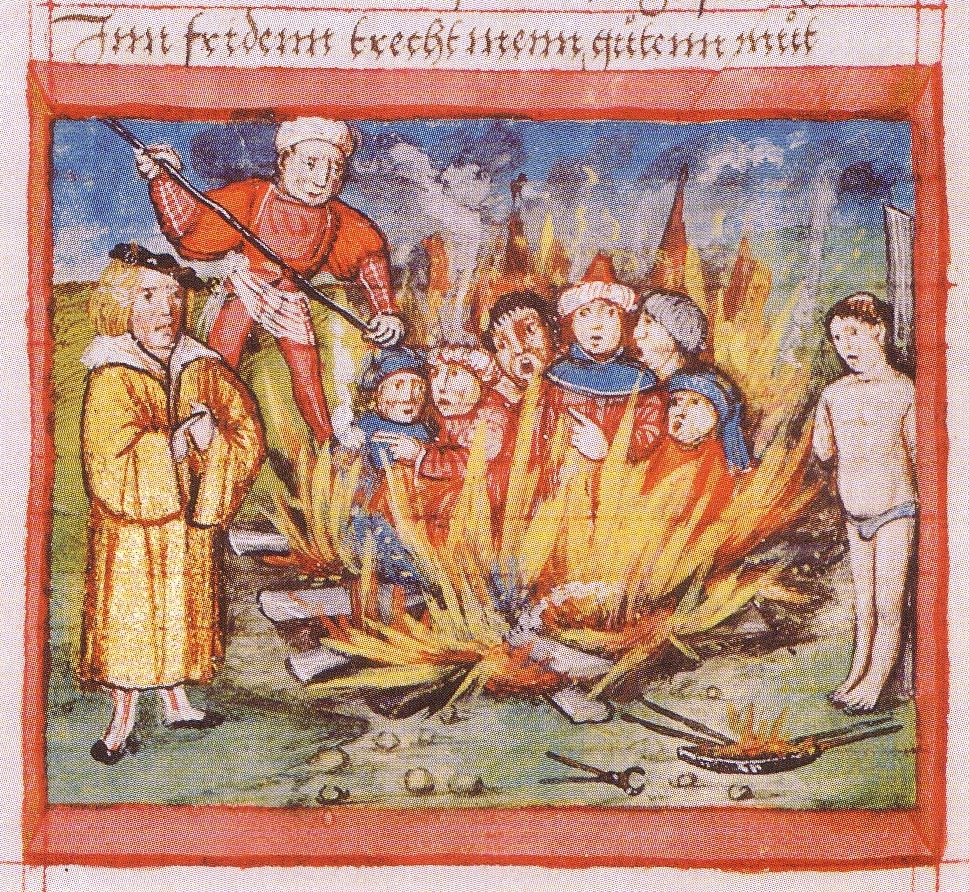
Judenverbrennung, Sternberg 1492

Im späten 12. Jahrhundert schrieb der englische Chronist Richard of Devizes am Sonntag, dem 3. September 1189, zur Thronbesteigung von König Richard Löwenherz in London:

„Am Krönungstag, etwa zu der Stunde, da der Sohn dem Vater geopfert wurde, hat man in London begonnen, die Juden ihrem Vater, dem Teufel, zu opfern. Dabei begab sich die Feier dieses Mysteriums auf eine Weise, dass man das Brandopfer [holocaustum] erst am anderen Tag zu Ende bringen konnte.“

Er übertrug den biblischen Ausdruck also (soweit bekannt, erstmals) auf ein Judenpogrom und deutete dieses als religiöses Brandopfer, das gleichzeitig mit dem in der sonntäglichen Eucharistie vergegenwärtigten Opfertod Jesu Christi begonnen habe. Die Deutung rechtfertigt den Judenmord mit antijudaistischen Stereotypen, wonach alle Juden Teufelskinder und Christusmörder seien. Diese Stereotype waren im damaligen Christentum allgemein verbreitet und hatten oft Judenpogrome zur Folge, besonders an christlichen Feiertagen.

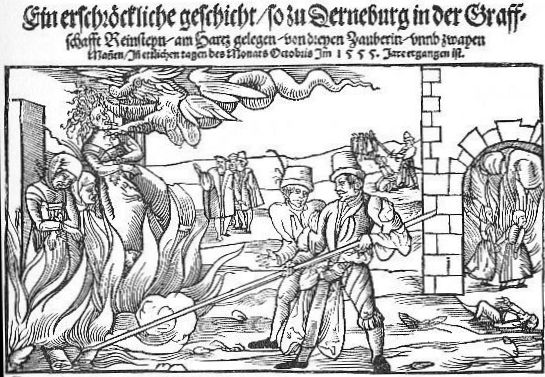
Hexenverbrennung, 1555

Der italienische Jurist Andrea Alciati (1492–1550) kritisierte die damals verbreitete Verbrennung von als Hexen geltenden Personen nach Folterprozessen 1515 als nova holocausta (‚neue Brandopfer‘).
Seit 1583 (erster Nachweis) wurde das Wort im englischen Sprachraum manchmal auf Großbrände mit vielen Todesopfern oder Massenmorde übertragen. Der englische Dichter John Milton gebrauchte es 1671 in seiner Tragödie Samsons Agonistes bildhaft für das heroische Selbstopfer Samsons. Ein englischer Bischof schrieb 1711: „Sollte allgemeine Flamme diese Welt verzehren, [so wäre dies] ein Holocaust für die ursprüngliche Sünde.“
Im 19. Jahrhundert wurde holocaust öfter für Massaker gebraucht. 1833 schrieb ein Journalist, 1142 habe der französische König Ludwig VII. durch Verbrennen von 1300 Einwohnern in einer Kirche von Vitry-le-François „einen Holocaust gemacht“.

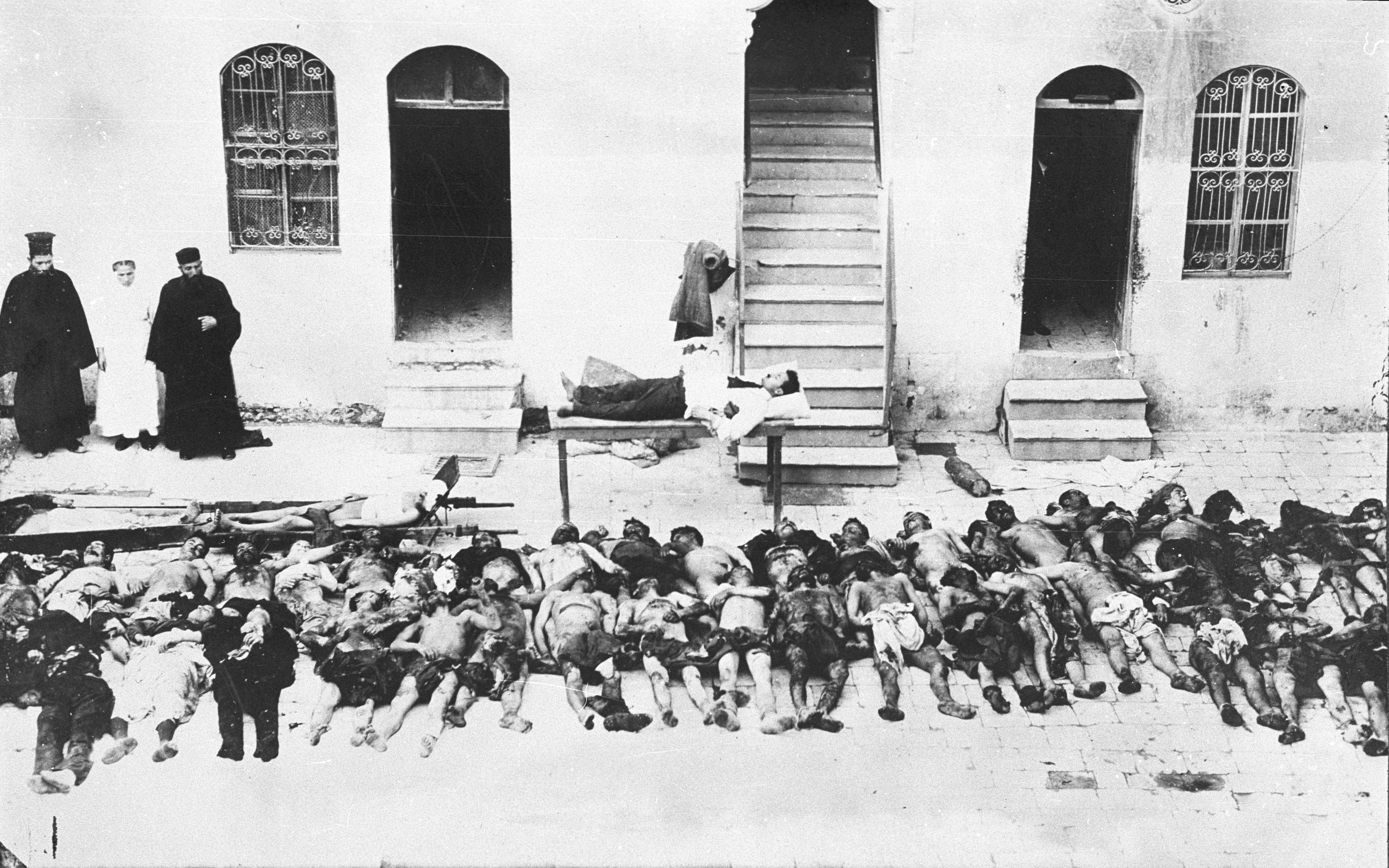
Getötete Armenier, Aleppo, 28. Februar 1919

1895 und 1896 kam es im Osmanischen Reich zu einer Serie von Massenmorden an Armeniern. Die New York Times beschrieb sie am 10. September 1895 als Armenian Holocaust. Die US-Amerikanerin Corinna Shattuck beschrieb den Massenmord am 28. Dezember 1895 in Urfa, bei dem etwa 1509 von bis zu 4000 Getöteten in einer Kirche lebendig verbrannt wurden, 1896 brieflich als „ein Massaker, das zu einem großen Holocaust wurde“. 1898 bezeichnete Bernard Lazare in einer Pariser Zeitschrift alle vorherigen Massaker an Armeniern als holocauste. 1913 beschrieb der Brite Ducket Ferriman ein Massaker an Armeniern in Adana 1909 unter dem Buchtitel The Young Turks and the Truth about the Holocaust in Asia Minor during April 1909. Der italienische Militärattache Luigi Bongiovanni beschrieb die Kämpfe an der Westfront im Frühjahr 1915 als sinnlosen und schrecklichen Holocaust (vani e terribili olocausti) menschlichen Lebens, um die italienische Führung vor dem Eintritt in den Stellungs- und Abnutzungskrieg zu warnen. 1923 nannte Winston Churchill alle im Ersten Weltkrieg geschehenen Massenmorde an Armeniern einen „administrativen Holocaust“. Damit hatte der Begriff die Bedeutung angenommen, die seit 1946 als „Völkermord“ bezeichnet wird.
Demgemäß definierte die Encyclopaedia Britannica holocaust in ihrer elften Ausgabe von 1910/11 als:

„strenggenommen ein ganz durch Feuer zerstörtes Opfer… Der Ausdruck wird heute oft auf eine Katastrophe großen Ausmaßes angewandt, ob durch Feuer oder nicht, oder auf ein Massaker oder Gemetzel.“

Weiterhin wurden auch verlustreiche Naturkatastrophen wie das San-Francisco-Erdbeben von 1906, Waldbrände, Vulkanausbrüche oder Kriegsereignisse wie der Untergang der Lusitania (1915) im Englischen als holocaust bezeichnet. Der Gouverneur Martin H. Glynn rief im Oktober 1919 in den USA zur Hilfe für sechs Millionen hungernde Osteuropäer, darunter Juden, mit den Worten auf: „In diesem drohenden Holocaust menschlichen Lebens sind alle philosophischen Feinheiten vergessen.“ James Joyce bezeichnete in seinem Roman Ulysses (1922) den Brand der General Slocum als holocaust. Das US-Magazin Newsweek soll die Bücherverbrennung 1933 in Deutschland damals einen „Holocaust von Büchern“ genannt haben, die Time nannte sie einen „bibliocaust“. Der italienische Dichter Gabriele D’Annunzio beschrieb die Übergabe der kroatischen Stadt Fiume (heute Rijeka) an Italien 1919 als den „schönsten Holocaust, der sich seit Jahrhunderten auf einem unerschütterlichen Altar dargeboten hat“.
Auch nach 1945, als die NS-Judenvernichtung schon holocaust genannt worden war, blieb der englische Begriff für „Massenvernichtung menschlichen Lebens“ üblich: etwa im Ausdruck Nuklearer Holocaust oder in einem Buchtitel von 1959 für einen Nachtclubbrand in Boston mit Hunderten Todesopfern. Der Genozidforscher Jon Petrie belegte 2000, dass das Wort seit etwa 1892 bis in die 1970er Jahre im Englischen ohne religiöse Konnotationen für eine Vielfalt von Massentötungen, Morden oder Unglücksfällen gebraucht wurde.

### Konzentration auf die NS-Judenvernichtung

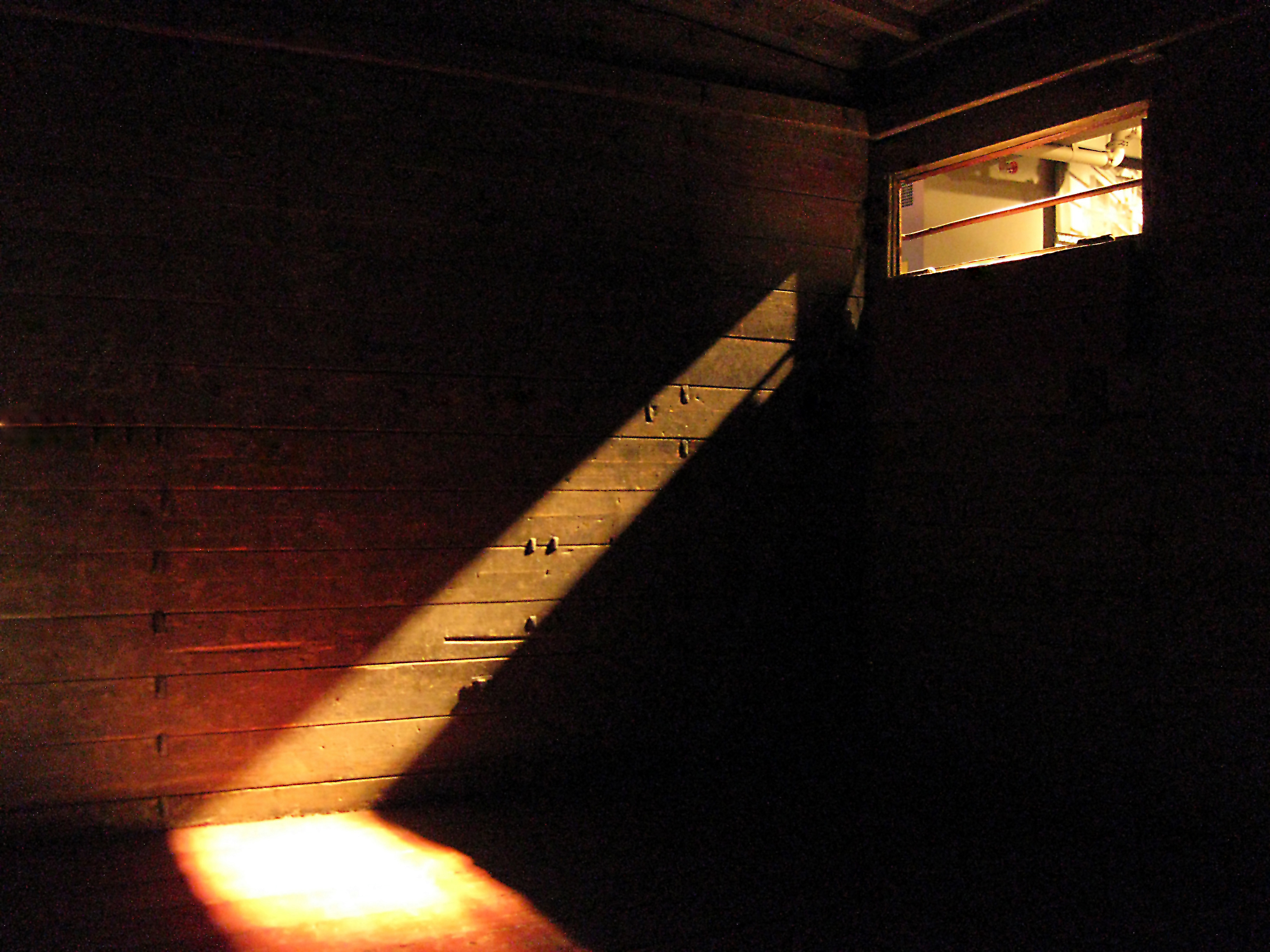
Waggon für Vernichtungstransport in der NS-Zeit – Nachbau, US Holocaust Memorial Museum

Die Oberrabbiner im Völkerbundsmandat für Palästina, Isaak HaLevy Herzog und Jacob Meir, schlugen Großbritanniens Oberrabbiner Joseph Hertz am 16. November 1938 telegrafisch einen weltweiten jüdischen Gedenktag für den deutschen „Synagogenholocaust“ der Novemberpogrome 1938 vor. Dies verknüpfte den Begriff erstmals mit der NS-Judenverfolgung. Am 26. August 1939 kommentierte die London Times mit Bezug auf rassistische Verfolgung: „Das ansteckende Fieber, das Deutschland in den letzten Jahren verzehrt hat, droht einen Holocaust an, eine vollständige Verbrennung.“ Die Londoner Zeitung News Chronicle schrieb am 5. Dezember 1942 unter dem Titel HOLOCAUST (in Großbuchstaben): „Hitler hat das Wort mit Brutalität und Terror bekannt gemacht. […] Aber nichts […] ist seiner Behandlung der Juden vergleichbar. […] Mehr als die Hälfte von Polens dreieinhalb Millionen Juden sind schon zu Tode gebracht worden.“ Es gebe Gerüchte, dass Hitler die Ausrottung (extermination) der Juden plane. Am 23. März 1943 berichtete eine andere britische Zeitung: „Die Nazis morden weiter. […] Falls ihre Herrschaft sich lockern ließe, könnten einige Hundert, möglicherweise wenige Tausend, zur Flucht vor diesem Holocaust befähigt werden.“ Sir Herbert Samuel bezeichnete die inzwischen bekannt gewordenen NS-Massenmorde an Juden 1943 im britischen Oberhaus erstmals insgesamt als Holocaust. Die jüdische Palestine Post schrieb am 21. Juni 1944: „Das jüdische Volk ist heute einem Prozess der Dezimierung unterworfen, der keine Parallelen in der Geschichte hat. Ist es zu viel zu erwarten, dass die, denen die Flucht aus dem Holocaust gelang, nicht zu demselben Prozess verdammt werden sollten…?“ In seiner Ausgabe vom 7. Mai 1945 berichtete das US-amerikanische Magazin Life über das Massaker von Gardelegen und bezeichnete es als The Holocaust of Gardelegen.
Andere bezeichneten alle Kriegsopfer so, ohne Opfer von NS-Verbrechen zu unterscheiden. So schrieb der jüdische Religionsphilosoph Morris Raphael Cohen 1945 im Vorwort zu dem Buch Legal Claims against Germany: „Millionen überlebender Opfer des Naziholocaust, Juden wie Nichtjuden, werden vor uns stehen in den kommenden Jahren.“ Die Palestine Post schrieb 1947 über einen „Holocaust des Krieges, mit seinem Zoll von 30 Millionen Opfern, von denen sechs Millionen Juden waren“.
Seit 1955 wurde Holocaust in den USA allmählich zum Sammelbegriff für die NS-Judenvernichtung. Ab 1960 schrieben Tageszeitungen in Berichten über den Eichmann-Prozess in Jerusalem oft von „dem Holocaust“; auch prominente Politiker wie David Ben-Gurion und Autoren wie Hannah Arendt übernahmen diesen Begriff. So drang er in die englische Umgangssprache ein. 1968 ordnete die Library of Congress alle Werke zur NS-Judenvernichtung in die Rubrik Holocaust-Jewish, 1939–1945 ein. Seit 1972 wurde Holocaust im englischen Sprachraum ohne Zusatz und mit Großbuchstaben H meist nur noch für die NS-Judenvernichtung gebraucht. Dazu trug der Roman Die Akte Odessa von Frederick Forsyth bei. 1974 definierte die 15. Auflage der Encyclopaedia Britannica Holocaust als Synonym für die NS-Judenvernichtung.
In Deutschland war Holokaust(um) als Fremdwort für ‚ganz verbranntes Brandopfer‘ zwar schon 1834 im Wörterbuch von Jacob Heinrich Kaltschmidt, 1871 im Fremdwörterbuch von Daniel Sanders und ihm folgend bis 1969 in vielen Auflagen des Großen Brockhaus aufgeführt. Doch erst die US-amerikanische TV-Miniserie Holocaust – Die Geschichte der Familie Weiß von 1978 machte das Wort in vielen Sprachen Europas bekannt und für die Judenvernichtung gebräuchlich: so seit der deutschsprachigen Sendung im Januar 1979 auch in der Bundesrepublik, wo das Wort 1980 zum Wort des Jahres 1979 gewählt wurde.
Der Philologe und Literaturhistoriker Theo Stemmler beschrieb 1978 die abgestufte Umwertung der vier ursprünglichen Bestandteile und Bezüge des Begriffs „vollständig – Brand – Opfer – Tier“: Anstelle der rituellen, biblisch positiv gewerteten Tieropfer habe holocaust(um) schon im Mittelalter negativ gewertete hohe Menschenverluste durch Feuer bezeichnet, und zwar zunächst Großbrände oder Massenmorde, später auch auf andere Art vernichtete Menschen. In diesem Sinn einer beabsichtigten Totalauslöschung sei Holocaust „eine bedrückend genaue Bezeichnung für die von den Nazis betriebene Vernichtung der Juden“.
Bis 1990 übernahmen deutsche Lexika und Enzyklopädien den englischen Begriff als Synonym für die NS-Judenvernichtung und betonten damit deren Ausnahmestellung. So ersetzte der Begriff ältere deutsche Ausdrücke dafür, darunter das etwa seit den Auschwitzprozessen (1963 ff.) übliche Symbolwort „Auschwitz“.
Die Amtskommission für die Reform der deutschen Rechtschreibung von 1996 lehnte die Schreibweise „Holokaust“ 1995 ab. Der Historiker Guido Knopp verwendete für seine im Jahr 2000 gesendete Fernsehserie „Holokaust“ dennoch die ältere deutsche Schreibweise mit k, um so symbolisch auf die deutsche Täterschaft hinzuweisen. Sein Versuch, diese Schreibweise mit Unterstützung von Eberhard Jäckel und Walter Jens im deutschen Sprachraum zu etablieren, setzte sich nicht durch, wie Gabriele von Glasenapp 2006 konstatierte.

### Schoah und Churban

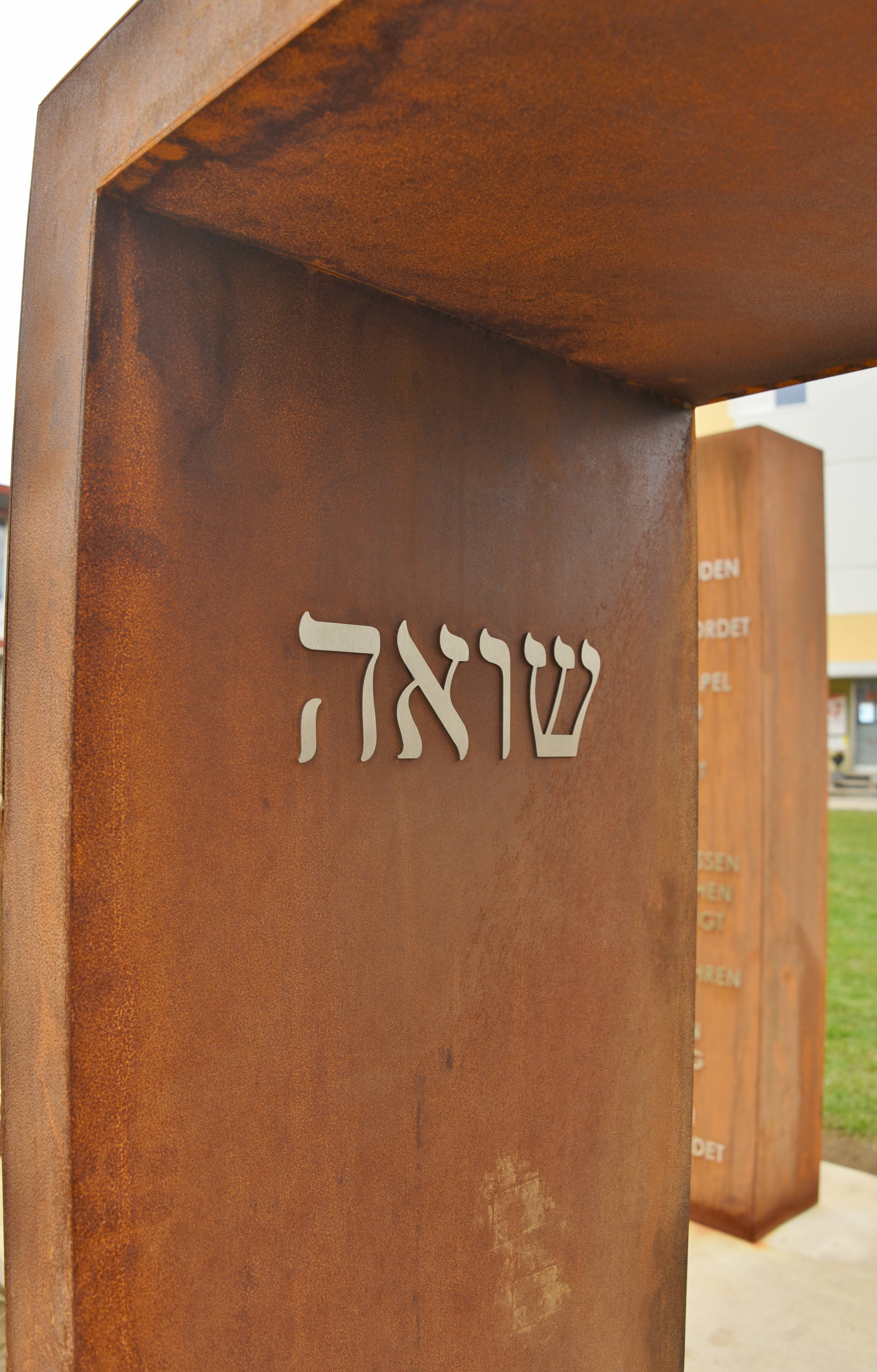
Shoa auf Hebräisch, Schriftzug einer Gedenkstätte in Österreich

Während der Judenvernichtung bezeichneten jüdische Zeitzeugen diese mit dem hebräischen Substantiv שׁוֹאָה Scho'a(h). Dieses bezeichnet in der Bibel (Jes 10,3 ) eine von Gott gesandte ausländische Bedrohung des Volkes Israel, übersetzt als ‚Unheil‘ oder ‚Heimsuchung‘. Davon ausgehend bezeichnet es allgemein für ganze Völker existenzbedrohende Geschichts- oder Naturereignisse, übersetzt etwa als ‚große Katastrophe‘, ‚Untergang‘ oder ‚Zerstörung‘.
1940 erschien Shoa im Titel eines Jerusalemer Zeitungsartikels erstmals für NS-Massenmorde an Juden im von Deutschland besetzten Polen. Bis 1942 setzte sich der Ausdruck dafür zunächst in jüdischen Gemeinden Palästinas durch. Uriel Tal betitelte eine Sammlung jüdischer Augenzeugenberichte zu den Morden: „Die Sho'ah der Juden in Polen“. Saul Tschernichowski betitelte einen Vortrag bei der Jewish Agency in Jerusalem 1942: „Die Lehre der entsetzlichen Sho'ah, die über uns kommt“. Eine Rabbinerkonferenz erklärte im November 1942, als Massenmordbefehle der SS-Einsatzgruppen im Ausland bekannt geworden waren: „Die Sho'ah, die die europäische Judenheit erleidet, ist beispiellos in der Geschichte.“ 1943, als man von Vernichtungslagern wusste, schrieb der jüdische Historiker Ben-Zion Dinur: Die Sho'ah symbolisiere „die Einzigartigkeit der jüdischen Geschichte unter den Völkern“.
Die Israelische Unabhängigkeitserklärung von 1948 begründet das Existenzrecht Israels unter anderem mit der Shoah, „die in Europa Millionen von Juden vernichtete“. Seitdem wird der Ausdruck in Israel nur noch darauf bezogen. Dies entsprach einer jüdischen Tradition, besonders einschneidende Ereignisse der jüdischen Geschichte mit einem biblischen Wort zu bezeichnen und dieses so daran zu binden: etwa Gesera (גזירה ‚Verfolgung‘) für die Massaker des Ersten Kreuzzugs von 1096 und Wiener Gesera für die planmäßige Zerstörung jüdischer Gemeinden 1421 im Herzogtum Österreich oder Churban (חורבן ‚Zerstörung‘, ‚Katastrophe‘) für die Zerstörung des ersten (586 v. Chr.) und des zweiten Jerusalemer Tempels (70 n. Chr.). Mit solchen Begriffen wurden außerbiblische mit biblischen Judenverfolgungen in eine Reihe gestellt und so in die jüdische Gesamtgeschichte eingeordnet.
Zionisten bevorzugten Shoa gegenüber dem Ausdruck dritter Churban „dritte Zerstörung“. Er setzte sich im Hebräischen allerdings nicht durch, weil die Tempelzerstörung biblisch als Strafgericht Gottes erscheint, das das Judentum nicht vernichten sollte, so dass diese Analogie die Besonderheit des Holocaust nicht erfasst. Auch osteuropäische jüdische Gemeinden gebrauchten seit 1940 den Begriff Churban für den Holocaust; im Jiddischen ist Churbn (חורבן) bis heute das gängige Wort.
1951 führte Israel den Jom haScho’a (‚Shoa-Tag‘) als nationalen Gedenktag für die Judenverfolgung 1933–1945 ein. Das ursprüngliche vorgeschlagene Datum, der 14. Nisan des jüdischen Kalenders, entspricht dem 19. April, an dem 1943 der Aufstand im Warschauer Ghetto begann. Es wurde aber wegen der Nähe zum Pessach (15.–21. Nisan) auf den 27. Nisan verlegt. Der Feiertag wird auf vielfältige Weise in jüdischen Gemeinden weltweit begangen.
Die 1953 in Israel gegründete Erinnerungs- und Forschungsstätte Yad Vashem übersetzte shoah in den englischen Ausgaben ihrer regelmäßigen hebräischen Berichte 1955 einmal mit European Holocaust, sonst mit Nazi Holocaust. 1956 erschien darin erstmals der Ausdruck the Holocaust mit großem H für shoah, ab 1957 öfter neben European catastrophe, dominierend ab 1959.
In Westeuropa machte der Dokumentarfilm Shoah von Claude Lanzmann von 1985 das Wort bekannt. Seitdem hat er sich auch vielen anderen Ländern als mit Holocaust gleichberechtigt durchgesetzt. Wer Holocaust als Oberbegriff auch für andere NS-Massenmorde verwendet oder als unpassend für den Judenmord der NS-Zeit ablehnt, bevorzugt als Synonym dafür heute oft Shoa.
Israel Gutman zufolge stießen beide Begriffe bei den Herausgebern der Enzyklopädie des Holocaust auf Bedenken. Sie hätten sich mehrheitlich knapp dafür entschieden, für den Titel der deutschen Ausgabe Holocaust zu verwenden, weil Shoa „ganz aus der Sichtweise der Opfer stammt und nach der Meinung der Redaktion im Land der Täter nicht gebraucht werden sollte“. Die frühere Webseite Shoa.de teilte die Skepsis:

„Sie findet im Deutschen aber nur die Entsprechung ‚Katastrophe‘ o.ä., verliert also ihre Spezifität in der Übersetzung. Außerdem ist es fragwürdig, im Land der Täter einen Begriff zu verwenden, der von Opfern geprägt worden ist und ihre Perspektive reflektiert.“

## Problematik
Seit der Begriff Holocaust auf die Judenvernichtung bezogen wurde, wird zum einen oft gefragt, ob er wegen seiner Herkunft und Konnotationen dafür angemessen ist, zum anderen, ob er ausschließlich dafür verwendet werden kann und soll. Diese Debatten betrafen auch andere Bezeichnungen der NS-Verbrechen und sind eng mit dem Wandel der Holocaustforschung, der vergleichenden Völkermordforschung und der Geschichtspolitik zur NS-Zeit verbunden.
Der Linguist und Judaist James Edward Young beschrieb 1988, wie verschiedene „Metaphern“ des Holocaust die Erinnerung daran spiegeln und das Wissen davon und die Antworten darauf mitbestimmen („figurieren“), indem sie bestimmte Teilaspekte herausfiltern. So hätten die Zeitzeugen das Geschehen zunächst mit den ihnen verfügbaren Ausdrücken gedeutet, diese später zur Deutung anderer Aspekte davon und schließlich zur Deutung anderer Ereignisse verwendet. So sei jede dieser Bezeichnungen am Dilemma der Sprache beteiligt, das Unvertraute in vertraute Worte zu fassen. Dies sage ebenso viel über das Ereignis der Judenvernichtung selbst wie über das partikulare Verständnis derer aus, die diese Begriffe wählten. Benennen des Ereignisses begrenze daher unvermeidbar seine Wahrnehmung und schaffe Bedingungen für den Umgang damit. Annegret Ehmann erklärte: „Die Begriffe und Metaphern, die wir wählen, um das historische Geschehen zu beschreiben, sagen etwas über unser Verhältnis zu dieser Geschichte aus.“ Peter Longerich betonte: „Begriffe beeinflussen und lenken die Wahrnehmung eines historischen Phänomens; dies gilt insbesondere dann, wenn ein komplexes und schwer vorstellbares Ereignis bezeichnet werden soll.“

### Religiöse Konnotation
Der Auschwitz-Überlebende Elie Wiesel trat 1978 dafür ein, mit dem Wort Holocaust exklusiv die NS-Judenvernichtung zu bezeichnen. Er förderte damit die Akzeptanz dieser Bezeichnung in den USA. Er bezeichnete Isaak, den biblischen Stammvater der Israeliten, 1980 als „ersten Überlebenden des Holocaust“, der Israel lehre zu überleben. Er verstand die biblische „Bindung“ (hebr. ‘Akedah) Isaaks (Gen 22 ) als Sinnbild für das ohne sein Zutun zur Vernichtung bestimmte, zum wehrlosen Objekt ausgewählte und dennoch zuletzt überlebende Judentum.
Der Judaist Zev Garber und der Sprachforscher Bruce Zuckerman (USA) erklärten dazu: Holocaustüberlebende, deren Vorfahren ihre Verfolgungen oft mit Hilfe dieses Bibeltextes bewältigten, hätten ihr Leiden als notwendige Folge ihrer Erwählung zum Volk Gottes verstanden, dessen Rechtswillen die Völker bekämpfen, also nicht als Folge eines Ungehorsams, den Gott strafe. Das unbedingte Zukunftsversprechen einer Generationenfolge der Erwählten habe ihnen geholfen, die absolute Absurdität und das totale Ausgeliefertsein aufgrund ihres bloßen Judeseins im Holocaust zu verarbeiten. Auch wenn damit Gott als Täter des Holocaust erscheine, so sei es ihnen denkunmöglich, dass Gott seinem Volk in diesem Leiden fern war; nur wenn er in Auschwitz mit-litt und mit-starb, könnten sie sich weiter als Juden verstehen, den Holocaust als Teil ihrer einzigartigen Geschichte annehmen und auch für Nichtjuden in Erinnerung bewahren. Gleichwohl schlugen sie vor, den Begriff nicht weiter zu verwenden, da er unvermeidbar falsche Assoziationen wecke und das reale Ereignis religiös mythisiere.
Auch deutsche Autoren wie Bruno Bettelheim und Eberhard Jäckel lehnten die Bezeichnung der Judenvernichtung als Holocaust wegen dieser religiösen Bezüge ab. Julius H. Schoeps begründete dies: Die freiwillige Anerkennung des biblischen Ganzopfers und Selbstübergabe als Gottes Willen, die Gen 22 impliziere, sei ein für das Ungeheuerliche und Sinnlose der Judenvernichtung vollkommen unangemessener Deutungsrahmen. Für den evangelischen Theologen Rudolf Pfisterer enthält jeder begriffliche Definitionsversuch dieses Massenmords „den Keim einer Rechtfertigung dieses teuflischen Geschehens“.
Für den Philosophen Giorgio Agamben enthält der Ausdruck Holocaust einen „unannehmbaren Vergleich von Krematorien und Altären“ und eine „von Anfang an antijüdisch gefärbte Bedeutungsgeschichte“. Er werde ihn daher nie verwenden; wer ihn weiter verwende, zeige Unwissenheit oder Mangel an Sensibilität.

### Abstraktheit
In Deutschland wurde oft der Fremdwort-Charakter des englischen Ausdrucks kritisiert, so 1989 von der Historikerin Gabriele Yonan:

„Während das bis dahin gebrauchte Symbolwort, ‚Auschwitz‘, ein Ortsname stellvertretend für die anderen Vernichtungslager, assoziativ noch einen deutlichen Zusammenhang zur Vernichtung von jüdischen Menschen herstellte, ist mit der Einführung des Begriffs ‚Holocaust‘ ein Codewort entstanden, das die kausale Kette zwischen Tat und Benennung der Opfer unterbricht. Wie ein hermetischer Block schließt das fremde Wort/Fremdwort das Geschehen, das unaussprechliche Grauen ein, ohne die Spur einer emotionalen Assoziation zu erzeugen. Im Hegelschen Sinne wird das Grauen in einem unzugänglichen Begriff aufgehoben.“

Der Kulturredakteur Peter Dittmar sah das Wort 1996 als Euphemismus, der einer „Banalisierung des Bösen“, Trivialisierung und Begriffsinflation Vorschub leiste:

„Wie der nationalsozialistische Euphemismus ‚Endlösung‘ verzichtet das Fremdwort Holocaust bewußt auf alle Konnotationen der Wirklichkeit, die sich bei ‚Judenmord‘, ‚Judenvernichtung‘, ‚Völkermord‘, ‚Ausrottung der Juden‘ nicht vermeiden lassen. ‚Holocaust‘ bleibt abstrakt und löst sich damit vom ursprünglichen, sehr konkreten Wirklichkeitsbezug. Deshalb konnte ‚Holocaust‘ erstaunlich schnell zu einer Allerweltsvokabel für einen vielfachen gewaltsamen Tod degenerieren.“

Der deutsch-israelische Historiker Alex Bein kritisierte 1980 die Begriffe Holocaust und Shoah:

„Führt man bei der Anwendung dieser Worte […] nicht in gewissem Sinn die Politik der Nazis weiter, das grausame Geschehen und ihre eigenen barbarischen Taten hinter anonymen, harmloser klingenden Worten zu verdecken, statt sie bei ihrem weniger poetischen wirklichen Namen zu nennen? Es handelt sich doch hier um brutal durchgeführte Taten von verbrecherischen Menschen, und nicht um heilige Opferhandlungen, auch nicht um eine von ungefähr hereinbrechende Katastrophe und nicht um eine Entsühnung für begangene Verbrechen […], sondern um systematische Vernichtung der Juden, ihre Ausrottung (englisch: ‚annihilation‘).“

Der Soziologe Detlev Claussen kritisierte die Bezeichnung der Judenvernichtung als Holocaust und ihre Verbreitung 1987 als Mittel und Symptom für einen gesellschaftlichen Verdrängungsprozess:

„Mit ‚Holocaust‘ aber war das Zauberwort gefunden, das Auschwitz verschwinden ließ. […] Die Ersetzung des Namens Auschwitz durch das bloße Wort ‚Holocaust‘, das in einem sprachlichen Nirgendwo angesiedelt ist, codiert die paradoxe Erfahrung einer Welt vollendeter Sinnlosigkeit. Mit dem massenmedial vermittelten Code ‚Holocaust‘ wird eine zerbrochene Erfahrungswelt zu einer sinnstiftenden Einheit verklebt. Im versteinerten Endprodukt ist psychisch kaum zu ertragendes Vergangenes in eine handhabbare Wirklichkeit transformiert worden.“

Durch diesen „Artefakt“ werde „das Unbegreifliche, das es zu begreifen gälte, gar nicht mehr als Thema erkenntlich… Das Bewusstsein wird ermutigt, die Ansprüche des intellektuellen Gewissens auf gedankliche Klarheit zu vergessen und anstelle des abstrakten Denkens konkret scheinende ‚äußere Wahrnehmungen‘ anzubieten, an die sich die Gefühle heften können.“
Der Historiker Arno J. Mayer kritisierte 1989, mit der Bezeichnung als Holocaust sei die „jüdische Katastrophe“ „aus ihrem säkularen geschichtlichen Bedingungszusammenhang“ herausgelöst und „zu einem Bestandteil der vorsehungsgesteuerten Geschichte des jüdischen Volkes“ gemacht worden: „Die allmählich Gestalt annehmende Holocaust-Mythologie, die zu einer idée force geworden ist, hat aus den eindringlichen und transparenten Erinnerungen von Überlebenden einen kollektiven, normativen Erinnerungstopos zusammengestückelt, der ein kritisches und kontextbezogenes Nachdenken über die jüdische Tragödie nicht eben fördert.“ Mayers Vorschlag, stattdessen vom „Judeozid“ zu sprechen, wurde von manchen Fachautoren aufgegriffen, nicht aber in der Umgangssprache.

### Singularitätsdebatte
Historiker, die nur die NS-Judenvernichtung als „den Holocaust“ bezeichnen, begründen dies in der Regel mit deren sogenannter Singularität: einer historisch bisher einmaligen Besonderheit gegenüber anderen Völkermorden und auch anderen nationalsozialistischen Massenmorden. Peter Longerich erklärte dazu:

„Die Begrifflichkeit ist also mit einer Grundfrage der Interpretation verbunden: Ist der Holocaust einfach ein Kapitel in einer langen Kette von Genoziden, die sich durch die Geschichte der Menschheit zieht, oder unterscheidet er sich auf signifikante Weise von anderen Massakern, so dass er bereits begrifflich abgegrenzt werden sollte?“

Diese Debatte entstand in den USA 1978 aus dem Streit, ob das damals geplante United States Holocaust Memorial Museum unter dem Begriff „Holocaust“ nur die Judenvernichtung oder auch NS-Morde an anderen Opfergruppen thematisieren und gleichrangig darstellen solle. Dieser Definitionsstreit setzte sich in den nächsten Jahren als Debatte um die „Einzigartigkeit“ (englisch uniqueness) und „Beispiellosigkeit“ (englisch unprecedentedness) der NS-Judenvernichtung fort. NS- und Holocaustforscher wie Yehuda Bauer, Steven T. Katz, Lucy Dawidowicz, Saul Friedländer, Eberhard Jäckel, Christopher Browning, Deborah Lipstadt, Guenter Lewy und andere betonten diese Ausnahmestellung mit folgenden Hauptargumenten: Erstmals habe ein moderner Industriestaat die totale physische Vernichtung einer bestimmten ethnischen oder religiösen Gruppe angestrebt, dies mit einer rassistischen Ideologie begründet, systematisch auf allen Ebenen organisiert und mit auch industriellen Methoden als vorrangiges Politikziel europaweit während eines Weltkriegs umgesetzt. Der so definierte Holocaustbegriff dient dann auch als Maßstab zur Beurteilung anderer, früherer oder künftiger Völkermorde. So nannte Yehuda Bauer den Völkermord an den Armeniern aufgrund mit der Judenvernichtung vergleichbarer Merkmale „holocaust-verwandt“.
Ward Churchill, Aktivist für die Rechte von native Americans, kritisierte das Reservieren des Holocaustbegriffs für den NS-Judenmord als Aufrichten einer Opferhierarchie, zwangsläufige Herabminderung anderer Völkermorde und umgekehrte Holocaustleugnung. Werke von Bauer, Katz, Dawidowicz und anderen Historikern seien für die historische Wahrheit nicht weniger verderblich als Werke von rechtsextremen Holocaustleugnern, weil sie den Blick für die Herausforderung verstellten, eine mindestens 500-jährige Tradition von Völkermorden in der westlichen Zivilisation wahrzunehmen und zu beenden.
Auch in Deutschland wurde im Historikerstreit seit etwa 1986 eine Singularitätsdebatte geführt. Während Ernst Nolte den Holocaust als Kopie von sowjetischen Massenverbrechen und Reaktion darauf darstellte, betonte Jürgen Habermas: Deutsche könnten ihre Traditionen nicht fortsetzen, ohne „die historische Haftung für die Lebensform zu übernehmen, in der Auschwitz möglich war“. Die „Unvertretbarkeit der uns zugemuteten Haftung“ schließe „einebnende Vergleiche“ aus. Noltes Vergleiche dienten nicht der historischen Aufklärung, sondern der „Aufrechnung“.
Andere Historiker kritisieren die normative Verwendung des Begriffs Holocaust und bestreiten die damit verbundene Singularitätsthese: Sie sehen totale Vernichtungsziele und -befehle, eine rassistische oder pseudoreligiöse Ideologie und systematische Verfolgungsmethoden auch bei anderen Genoziden. Manche forderten, einige oder alle aus rassistischen Motiven erfolgten NS-Massenmorde, etwa an Behinderten (Aktion T4 und andere), Homosexuellen, Roma und sogenannten Slawen mit diesem Begriff zu bezeichnen.
Andere bezeichnen Völkermorde an nichtjüdischen Opfergruppen anders. Wolfgang Wippermann übernahm 2005 das Roma-Wort Porajmos („Verschlingen“) für die NS-Massenmorde an den Roma, weil die Nationalsozialisten und ihre Helfer diese Gruppe aus den gleichen rassistischen Gründen wie Juden ausrotten wollten. Daher sei keine Abstufung bei diesen beiden NS-Opfergruppen möglich. Für die NS-Judenvernichtung bevorzugte Wippermann die Bezeichnung Shoa.

### Inflation und Missbrauch
Seit etwa 1980, verstärkt seit dem Fall der Sowjetunion 1989/1990, wurde der Begriff „Holocaust“ zu einer Chiffre oder Metapher für andere Völkermorde oder genozidale Gefahren verallgemeinert. So nannte man die Gefahr eines Atomkriegs einen „atomaren Holocaust“, den Genozid in Kambodscha (1975–1979) einen „Holocaust in Kambodscha“ und den Holodomor in der Ukraine (1931–1933) einen „Hungerholocaust“. In der Politik wurde in verschiedenen Zusammenhängen vor einem „neuen Holocaust“ gewarnt. In Spannung zur historischen Singularität der Schoa diente der Ausdruck „Holocaust“ somit zur Universalisierung eines Holocaustbewusstseins. Das Wort, das das schlimmste Scheitern westlich-moderner Gesellschaften ausdrückte, wurde anschlussfähig für andere Staatsverbrechen und Gefahren.
Für gesteigerte Aufmerksamkeit und moralische Betroffenheit oder mit geschichtsverzerrenden, relativierenden und viktimisierenden Absichten bezeichneten manche Buchautoren andere Vorgänge mit dem Schlagwort „Holocaust“: etwa das Massensterben von indigenen Amerikanern seit 1492, von Afroamerikanern während der Sklaverei in den Vereinigten Staaten, von Föten durch Schwangerschaftsabbruch oder von an AIDS Erkrankten. Auch das Artensterben, die Massentierhaltung und Tierversuche wurden als „Holocaust“ bezeichnet. Oft diente der Judenmord dabei absichtlich als Vergleichsmaßstab.
Der Genozidforscher Jürgen Zimmerer sieht darin den Versuch, „die weltweit herrschende Empörung über das Schicksal der Juden im Dritten Reich dazu zu nutzen, auch der eigenen Sache Gehör zu verschaffen“. Für die Soziologen Daniel Levy und Natan Sznaider trug Holocaust als neuer Name für die Judenvernichtung so zu einer „universalen Erinnerungskultur“ bei, die „nationale Schulddiskurse“, mit denen der aus der Tätersprache stammende Begriff „Endlösung“ verknüpft sei, zunehmend transzendiere. Burkhard Asmuss hingegen konstatierte 2002 eine „Beliebigkeit im Umgang mit der Holocaust-Metapher“, die ebenso wenig wie die Singularitätsthese zur historischen Erklärung von Völkermorden beitrage: „Immer mehr Nationen, bedrohte ethnische Minderheiten und gefährdete soziale Gruppen haben den Holocaust-Begriff adaptiert, um auf ihre leidvolle Geschichte aufmerksam zu machen und sich damit zugleich des vielleicht wichtigsten Elements ihres sozialen Gedächtnisses und ihrer kollektiven Identität zu versichern.“
Ab 1995 lehnte Elie Wiesel es ab, die Judenvernichtung weiter mit dem inzwischen inflationär gebrauchten Wort „Holocaust“ zu bezeichnen. Es gebe in der menschlichen Sprache kein angemessenes Wort dafür.
Rechtsextremisten und Geschichtsrevisionisten bezeichnen seit den 1960er Jahren Luftangriffe der Alliierten im Zweiten Weltkrieg als Holocaust, um die Judenvernichtung der NS-Zeit zu verdrängen, zu relativieren oder zu leugnen. Manche schreiben solche angeblich gleichartigen Verbrechen auch einem angeblichen jüdischen Kollektiv zu, also den Opfern des realen Holocaust, und betreiben so eine Täter-Opfer-Umkehr. Diese und andere Analogiebildungen stellen laut dem Antisemitismusforscher Wolfgang Benz eine „Verhöhnung der Opfer“ dar. Die Antisemitismusforscherin Monika Schwarz-Friesel und die Rechtsextremismusforscherin Heike Radvan sehen in diesen Analogiebildungen projektive Schuldabwehr und Rebellion gegen ein vermeintliches gesellschaftliches Tabu, wie sie für den Post-Holocaust-Antisemitismus typisch seien.
Historiker, Politiker und in manchen Staaten auch die Justiz weisen rechtsextremen Missbrauch des Wortes Holocaust als gezielten Angriff auf die Menschenwürde der Holocaustüberlebenden, ihrer Angehörigen und Nachfahren zurück: Dieser Angriff solle nach den Juden auch die Erinnerung an ihre Ermordung auslöschen und so die Abwehrkräfte gegen ähnliche Verbrechen schwächen.
Richard Herzinger beschrieb den Missbrauch des Wortes „Holocaust“ 2005 kritisch als logische Folge seiner Inflation. Seine Übertragung auf viele andere „Massenverfolgungen“ habe das Wissen um die Singularität der Judenvernichtung „erodieren“ lassen und gefährde so das Gedenken daran: „Am Ende nun beginnt der Unwille, den Juden noch einen gesonderten Opferstatus einzuräumen, in Aggression gegen die Juden umzuschlagen, die weiter auf ihm zu beharren scheinen. Diesen Reflex machen sich die Geschichtsrevisionisten von rechts jetzt mit voller Kraft zunutze. […] Sie bringen den düsteren Subtext des inflationierten Redens über den Holocaust auf den logischen Punkt – und erweisen sich damit als wahre Avantgarde.“

## Übertragungen und Vergleiche

### Atomarer Holocaust
Am 10. März 1945 bezeichnete die New York Times die Opferzahl des durch herkömmliche Brandbomben ausgelösten Feuersturms in Tokio als „holocaust“. Dieses Wort sollen Offiziere der US-Armee 1945 auch für die Atombombenabwürfe auf Hiroshima und Nagasaki verwendet haben.
In den USA wurde ein möglicher zukünftiger Atomkrieg seit den 1950er Jahren oft als „nuclear holocaust“ bezeichnet, so 1961 auch von Erich Fromm. Durch die Übersetzung seines englischen Aufsatzes gelangte der Ausdruck ins Deutsche. Die Friedensbewegung der 1980er Jahre verwendete ihn wie „Euroshima“ als Schlagwort für die Befürchtung, ein mit Atomwaffen geführter Dritter Weltkrieg werde aller Voraussicht nach menschliches und anderes Leben auf der Erde völlig oder weitgehend vernichten.
Der Holocaust und die Atombombenabwürfe wurden schon im August 1945 und später oft miteinander verglichen und in einen historischen und/oder moralischen Zusammenhang gebracht: etwa mit der Wendung „Auschwitz und Hiroshima“. Solche Vergleiche wurden in Japan auch zum Verdecken japanischer Massenmorde während des Zweiten Weltkriegs benutzt. In den USA wiederum wurde nationales Gedenken an den Holocaust als Mittel kritisiert, den eigenen „atomaren Holocaust“ zu verdrängen.
In Deutschland verglich Hans Magnus Enzensberger 1964 die vergangene mit einer möglichen zukünftigen „Endlösung“ eines drohenden Atomkriegs. Er nannte die Atombombe „die Gegenwart und Zukunft von Auschwitz“ und fragte: „Wie will den Genozid von gestern verurteilen oder gar bewältigen, wer den Genozid von morgen plant und ihn sorgfältig, mit allen wissenschaftlichen und industriellen Mitteln, die uns zu Gebote stehen, vorbereitet?“ Peter Krause kritisierte, Enzensberger habe dabei von verschiedenen historischen und ideologischen Kontexten abgesehen, den Holocaust relativiert und auf technokratische Vernichtung reduziert.

### Amerikanischer Holocaust
Einige US-amerikanische Historiker bezeichnen die allmähliche, über 500 Jahre anhaltende Verdrängung und Dezimierung der Indianer als „amerikanischen Holocaust“ oder „amerikanischen Indianer-Holocaust“. Damit fassten sie Landraub, Zerstörung der Nahrungsgrundlagen, eingeschleppte Seuchen, rücksichtslose Verkehrserschließung, Zwangsreservate, Alkoholverkauf, Kriege und Massaker hinsichtlich ihrer Gesamtfolgen für die Ureinwohner Amerikas als Völkermord zusammen.
David E. Stannard beschrieb Amerikas vierhundertjährige Kolonisierung durch Europäer 1994 „als schlimmsten menschlichen Holocaust, den die Welt je gesehen hat“ mit mehreren zehn Millionen Opfern. Er griff zudem die Singularitätsthese als zwangsläufige, rassistische und gewalterzeugende Leugnung aller übrigen Genozide an. Ward Churchill beschrieb 2003 die Politik von US-Regierungen im 19. Jahrhundert, Indianer aus angestammten Wohngebieten zu „entfernen“, als Ausrottungsabsicht und direktes Modell für Hitlers Lebensraum-Politik: Dieser habe sich in seiner Schrift Mein Kampf ausdrücklich darauf bezogen. Einen expliziten Vergleich der Vernichtung von Ureinwohnern Amerikas mit der Judenvernichtung verfasste Lilian Friedberg.
Guenter Lewy, Jürgen Zimmerer und andere Genozidforscher weisen diese Thesen zurück: Trotz aller Gewaltverbrechen der Europäer seien bis zu 90 Prozent der Indianer an unabsichtlich verbreiteten Seuchen gestorben.
Rechtsextremisten dagegen griffen die Thesen auf und bezeichnen die Behandlung der Indianer öfter als „Holocaust-Schicksal“, als „größten jemals an einer fremden Rasse verübten Völkermord“, den „neben einer großen Zahl von Kriminellen“ „viele Calvinisten und Juden“ durchgeführt hätten, oder als „ungesühnten Entdeckungs-Holocaust“. Dies zeigt für Rechtsextremismusforscher ein Interesse an „Relativierung der NS-Menschheitsverbrechen“ und an „propagandistischer Neutralisierung amerikanischer Kritik an der deutschen Judenpolitik“.

### Afrikanischer / Schwarzer Holocaust

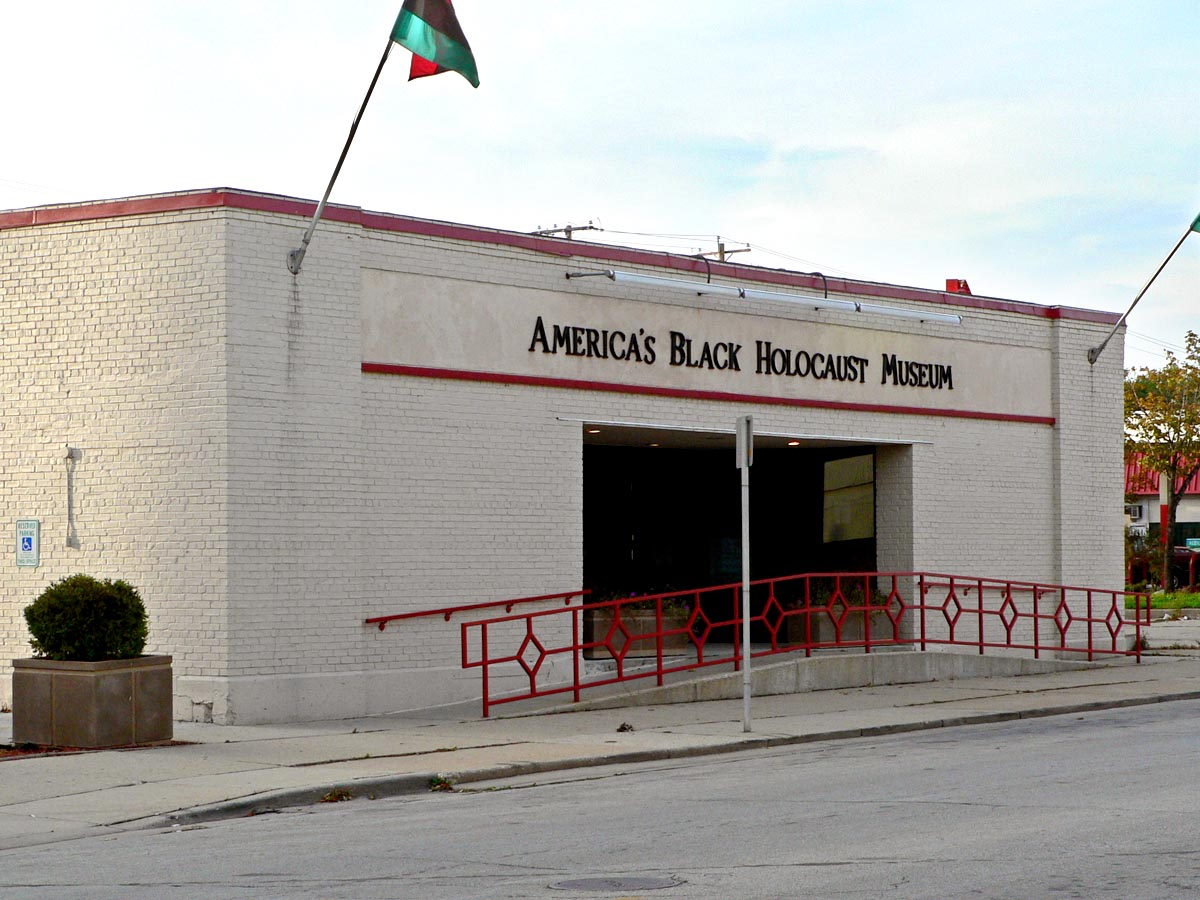
Eingang des ehemaligen America’s Black Holocaust Museum in Milwaukee, Wisconsin

Abgeleitet von der allgemeinen Bedeutung des Wortes Holocaust und als Reaktion auf dessen Konzentration auf den NS-Judenmord wurden im englischen Sprachraum seit etwa 1970 die Ausdrücke „Afrikanischer“ bzw. „Schwarzer Holocaust“ geprägt. Beide bezeichnen die Massenvernichtung von Schwarzen, also dunkelhäutigen Afrikanern, im Verlauf der Landeroberung und der Sklaverei im Kolonialismus sowie der Sklaverei in den Vereinigten Staaten.
Eine Reihe meist US-amerikanischer Autoren verwendete diese Begriffe in den 1990er Jahren in Buchtiteln. Manche Autoren beschreiben den Völkermord an den Herero und Nama in Deutsch-Südwestafrika (heute Namibia) und spätere Morde an Schwarzafrikanern und Afroamerikanern in nationalsozialistischen Lagern gemeinsam als Black Holocaust. Sie erklären diese NS-Opfer damit aus einer deutschen, vornazistischen Rassismus-Tradition, die durch die spätere Konzentration des Begriffs auf den Judenmord in Vergessenheit geraten sei. Jürgen Zimmerer hat solche Veröffentlichungen als Versuch gedeutet, eine global verständliche Chiffre zu benutzen, um kolonialistische Massenverbrechen in den Rang eines Völkermords zu erheben und gegebenenfalls rechtlich Entschädigungen dafür zu erreichen.
Andere vergleichen die Sklaverei in den USA mit dem nationalsozialistischen Völkermord an den Juden. Ein solcher Vergleich erfuhr in den USA erstmals bereits 1959 Kritik.
Der afroamerikanische Bürgerrechtler James Cameron (1914–2006) gründete 1984 in Milwaukee America’s Black Holocaust Museum (ABHM), eins der ersten nationalen Museen, das sich ganz auf die Geschichte der Sklaverei in den USA fokussiert. Das Museum datiert den Beginn des Black Holocaust in den USA auf das 17. Jahrhundert, als die ersten englischen Siedlungen in Virginia gegründet wurden, in denen schwarze Menschen – und nur diese – per Gesetz lebenslang zu Sklaven gemacht wurden. Cameron wollte damit auf die Tatsache aufmerksam machen, dass Afrikaner durch den transnationalen Sklavenhandel, Sklavenmärkte in den USA und rassistische Stereotype wie Jim Crow einen besonderen Holocaust erfuhren, und so zur Heilung andauernder Spannungen zwischen den Bevölkerungsgruppen der USA beitragen.
Khalid Muhammad als Vertreter der Nation of Islam nannte 1993 den schwarzen Holocaust „schlimmer als de[n] sogenannte Juden-Holocaust. Ihr sagt, ihr verlort sechs Millionen. Wir hinterfragen das, aber […] wir verloren 600 Millionen.“ Aufgrund dieser und analoger Äußerungen auch von jüdischer Seite sieht der amerikanische Holocaustforscher Michael Rothberg eine Tendenz, dass eine Anerkennung der Massenverbrechen an den Schwarzen mit einer Leugnung oder Relativierung des nationalsozialistischen Judenmords einhergeht und umgekehrt. Um diese Opferrivalität und dieses kompetitive Nullsummenspiel zu vermeiden, plädiert er für eine „multidirektionale Erinnerungskultur“, in der keine Opfergruppe die Einzigartigkeit ihres Traumas behaupten dürfe.

### Hungerholocaust
Im 1985 beschrieb ein ukrainischer Zeitzeuge den Holodomor, eine große Hungersnot von 1932 bis 1933 in der Ukraine, als „versteckten Holocaust“ durch absichtliches Verhungernlassen. Der ukrainische Historiker Dmytro Zlepko bezeichnete das Ereignis 1988 als „Hunger-Holocaust“. Damit reagierten diese Autoren auf das lange Verschweigen der hohen Opferzahlen und qualvollen Umstände dieses Massensterbens, die erst seit Beginn der Glasnost-Politik unter Michail Gorbatschow historisch erforscht werden konnten. Sie stellten diese Hungersnot als gezielten Völkermord der sowjetischen Führung dar und widersprachen damit anderen Historikern, die den Holodomor eher als Folge rücksichtsloser und fehlerhafter Politik ansahen.
Josef Stalin erteilte eindeutige Befehle zum Holodomor, doch ohne eine direkte und totale Ausrottungsabsicht. Daher ist in der heutigen Forschung umstritten, ob es ein Völkermord war. Auch wer dies bejaht, bezeichnet ihn nicht als Holocaust.
Mike Davis nannte in seinem Werk von 2001 auch große Hungersnöte in früheren britischen Kolonien „Holocausts“. Dies wurde nicht in die deutsche Übersetzung des Werktitels übernommen.

### Roter Holocaust
Als „Roten Holocaust“ bezeichneten Rezensenten die These von Stéphane Courtois in seinem Schwarzbuch des Kommunismus (1997): Die Verbrechen von Staatssystemen des 20. Jahrhunderts, die sich kommunistisch nannten oder nennen, seien denen des Holocaust vergleichbar, aber durch dessen behauptete „Singularität“ falsch eingeschätzt worden. Wie der nationalsozialistische „Rassengenozid“ habe sich der kommunistische „Klassengenozid“ zwangsläufig aus einer totalitären Ideologie und Staatsstruktur ergeben. Courtois behauptete wie Ernst Nolte 1986, der Gulag sei das Modell für nationalsozialistische Konzentrationslager gewesen, und folgerte: „Die Kommunisten haben die gleichen Schreckenstaten vollbracht. Meiner Meinung nach gibt es keine Spezifität des Völkermordes der Nazis an den Juden.“
Mit dem Titelbestandteil „Roter Holocaust“ fasst eine Aufsatzsammlung von Jens Mecklenburg und Wolfgang Wippermann (1998) die Kritik an der These von Courtois, ein Buch von Horst Möller (1999) die Debatte darüber zusammen. Ein weiterer Buchtitel zweier Schweizer Autoren benutzte den Begriff affirmativ. Diese erneute Debatte um die Singularität des Holocaust und seine Instrumentalisierung gilt als späte Fortsetzung des bundesdeutschen Historikerstreits und Zeichen einer veränderten Gewichtung des Stalinismus in der westeuropäischen Erinnerungskultur nach dem Ende des Ostblocks.

### Bombenholocaust
Diese heute von Rechtsextremisten als Kampfbegriff verwendete Formulierung geht auf den Nürnberger Prozess gegen die Hauptkriegsverbrecher zurück: Das englischsprachige Protokoll gab 1946 eine Aussage des NS-Staatssekretärs Gustav Adolf Steengracht von Moyland über die „Todesopfer von Dresden“, das hieß der Luftangriffe auf Dresden vom 13. und 14. Februar 1945, mit holocaust of Dresden wieder. Diesen Ausdruck benutzte nach anderen englischsprachigen Autoren 1977 auch der britische Geschichtsrevisionist und spätere Holocaustleugner David Irving in seinem Buch Hitlers Krieg. Der führende NS-Rechtstheoretiker Erich Schwinge übernahm ihn von Irving 1978 in einem Buchkapitel über den „Luftkriegsterror“ der Alliierten. 1981 in seinem Buch Bilanz der Kriegsgeneration benutzte Schwinge den Ausdruck im Kontext überhöhter Opferzahlen und als Kontrast zu einer angeblichen alliierten „Holocaust-Kampagne“ gegen die Deutschen. Irving hielt 1990 auf Einladung deutscher Neonazis in Dresden einen Vortrag und begrüßte seine Zuhörer dabei als „Überlebende des Holocausts von Dresden“. Dieser Holocaust an Deutschen habe stattgefunden, während der Holocaust an Juden in den Gaskammern von Auschwitz eine Erfindung sei. Der Autor Hans Leyser bezeichnete sich 1993 in seinen Memoiren als Überlebender des „Holocaust von Dresden“.
1996 nannte der Antisemitismusforscher Wolfgang Benz den Begriff „alliierter Bomben-Holocaust“ als Beispiel für eine „usurpatorische Übernahme des Begriffs Holocaust für andere historische Sachverhalte“. 2002 registrierte der sächsische Verfassungsschutz, dass deutsche Rechtsextremisten „Bombenholocaust“ für alliierte Flächenbombardierungen deutscher Städte im Zweiten Weltkrieg verwenden, vor allem die Luftangriffe auf Dresden, und dabei vorherige deutsche völkerrechtswidrige Bombenangriffe bestreiten. Die NPD-Landtagsabgeordneten Jürgen W. Gansel und Holger Apfel benutzten den Begriff mit Berufung auf Irving am 21. Januar 2005 in ihren Reden im Sächsischen Landtag, um die Luftangriffe auf Dresden als angeblich lange geplante Vernichtung darzustellen und mit dem Holocaust gleichzustellen. Sie bestritten, dass der alliierte Luftkrieg auf Deutschlands Angriffskrieg und völkerrechtswidrige Städtebombardierungen reagierte, das NS-Regime stürzen und seine Verbrechen beenden sollte. Zudem verweigerte sich die NPD-Landtagsfraktion einer parlamentarischen Gedenkminute zum bevorstehenden „Tag des Gedenkens an die Opfer des Nationalsozialismus“ am 27. Januar 2005. Am folgenden 60. Jahrestag der Luftangriffe benutzten etwa 6500 Teilnehmer den Begriff beim von der Jungen Landsmannschaft Ostpreußen organisierten „Gedenkmarsch“ in Dresden als Hauptparole, ebenso an späteren Jahrestagen der Luftangriffe. Dieser Marsch gehörte zu den bedeutendsten Jahrestreffen deutscher Rechtsextremisten, die der deutsche Verfassungsschutz registrierte.
Der damalige Bundespräsident Horst Köhler wurde bei einem Israelbesuch Anfang Februar 2005 nach dem Vorgang in Sachsen befragt. Er nannte den Holocaust verharmlosende Vergleiche daraufhin „einen Skandal, dem wir uns entgegenstellen“. Deutschland müsse sich mit Rechtsextremismus „offensiv“ auseinandersetzen und „mit allen zur Verfügung stehenden Mitteln gegen diese Tendenzen wehren“. Andere Politiker forderten wegen dieser Begriffsverwendung einen neuen Anlauf zu einem Verbot der NPD nach dem 2003 gescheiterten NPD-Verbotsverfahren. Staatsanwälte prüften, ob die Aussage vom „Bombenholocaust“ als Volksverhetzung strafbar ist, leiteten aber wegen ihrer Indemnität kein Strafverfahren gegen Gansel und Apfel ein, ebenso wenig gegen Udo Voigt (NPD), der deren Äußerungen begrüßt hatte. Justizvertreter verwiesen dazu auf ein Urteil des Bundesverfassungsgerichts, wonach anzunehmen sei, dass in politischen Konflikten eine „Diffamierungsabsicht nicht das vorrangige Ziel der Argumentation“ sei. In einem späteren Strafverfahren gegen ein NPD-Mitglied urteilten zwei Gerichtsinstanzen, seine öffentliche Bezeichnung alliierter Luftangriffe auf Zivilisten als „Bombenholocaust“ habe den Holocaust nicht zwangsläufig verharmlost und sei daher von der Meinungsfreiheit geschützt.
„Bombenholocaust“ wurde auf den dritten Rang für das Unwort des Jahres 2005 gewählt. Historiker und der deutsche Verfassungsschutz weisen den Begriff zurück, weil er den Holocaust als ein Ereignis neben anderen zu relativieren versuche und ihn als bloße Katastrophe und die Deutschen als bloße Opfer erscheinen lasse. Nach einer Umfrage von Infratest dimap 2005 hielten 27 Prozent der Befragten den Begriff für „nicht anstößig“. Das Dresdner Hannah-Arendt-Institut für Totalitarismusforschung reagierte auf die „ungewohnte Provokation“ der NPD mit einer allgemeinverständlichen Vorlesungsreihe, etwa zur Entstehung von Rechtsextremismus, speziell in Sachsen.
Der Genozidforscher Eric Markusen hat den Holocaust mit dem „strategischen Bombardieren“ in verschiedenen Kriegen verglichen, ohne seine Singularität zu bestreiten.

### Vertreibungsholocaust
Als „Vertreibungsholocaust“ bezeichnen Rechtsextremisten im deutschsprachigen Raum die Flucht und Vertreibungen von etwa 12 bis 14 Millionen Deutschen aus den ehemaligen deutschen Ostgebieten zwischen 1944 und 1949, bei denen etwa zwei Millionen Menschen starben. Der Ausdruck wird benutzt, um diese Ereignisse von ihren historischen Ursachen und anderen durch Deutsche verursachten Vertreibungen zu isolieren und als mit dem Holocaust gleichrangiges oder schlimmeres Verbrechen darzustellen. So stilisiert ein im rechtsextremen Verlag Deutsche Stimme veröffentlichtes Buch mit diesem Titel die Vertreibungen Deutscher zu „Jahrhundert-“ oder „Jahrtausendverbrechen“ und verlangt die „Rückgabe der deutschen Ostgebiete und des Sudetenlandes“ als „gesamtdeutsche Forderung“. Auch das im rechtsextremen FZ-Verlag von Gerhard Frey erschienene Buch Der andere Holocaust von Karsten Kriwat verharmlost die NS-Judenvernichtung, indem es sie mit Vertreibungen gleichsetzt.
Diesen Missbrauch der Bezeichnung kritisieren auch Vertriebene als „geistige Verheerung“. Der bundesdeutsche Verfassungsschutz ordnet „Vertreibungs-Holocaust“ neben „Bombenholocaust“ und „US-Atombomben-Holocaust“ als Beispiele einer rechtsextremen Methode der relativierenden Gleichsetzung ein, die er etwa 2006 in der National-Zeitung feststellte.

### Abtreibungsholocaust
Aus dem Umfeld der Lebensrechtsbewegung in den USA und besonders konservativer Christen, die Schwangerschaftsabbruch ablehnen, stammen Wortschöpfungen wie Abortion Holocaust oder Embryocaust. Diese setzen die Tötung eines menschlichen Embryos oder Fötus durch eine Abtreibung mit diesem Menschheitsverbrechen gleich. Kontrovers werden solche Vergleiche in der Singularitätsdebatte der Holocaustforschung.
Manche aktivistische Publikationen stellen Fotografien von toten Föten aus Krankenhäusern und Holocaustopfern aus Vernichtungslagern nebeneinander, um die „strukturelle und moralische Identität“ beider Vorgänge nahezulegen: so auch der 1979 gegründete Verein Aktion Leben e. V. in Abtsteinach/Odenwald. Solche Vergleiche sind in den USA erlaubt, dagegen kämpft dort etwa die Anti-Defamation League. Sie stellte auch antisemitische Tendenzen in extremen Gruppen der Pro-Life-Bewegung dar, nachdem 1998 mehrere jüdische Ärzte wegen Abtreibungen ermordet worden waren. Ähnlich kritisierte der Bioethiker Jacob Appel Holocaustvergleiche von Abtreibungsgegnern 2009 als Zeichen ihrer Radikalisierung und als indirekte Aufforderung, Personen zu ermorden, die Abtreibungen vornehmen.
Auch in der Bundesrepublik Deutschland setzten Gegner der Notlagenindikation (1976–1993 § 218a Absatz 2 Nr. 3 StGB) den Schwangerschaftsabbruch seit 1979 öfter mit NS-Massenverbrechen gleich. So bezeichnete der CSU-Bundestagsabgeordnete Hartwig Holzgartner diesen als „Weg zurück nach Auschwitz“, der Sozialwissenschaftler Manfred Spiecker nannte die Zahlen der Abgetriebenen einen „Holocaust“, die Europäische Ärzteaktion griff den Ausdruck „Embryocaust“ aus den USA auf.
Seit der gesetzlichen Fristenregelung von 1993 bezeichnete der Industriekaufmann Klaus Günter Annen den Schwangerschaftsabbruch als „Babycaust“ und „neuen Holocaust“, so auf einem Flugblatt vor einer gynäkologischen Praxis hinsichtlich der „Wehrlosigkeit der Opfer und Verbrennung ihrer Überreste“. Der Bundesgerichtshof urteilte am 30. Mai 2000, die Formulierung „Babycaust“ müsse als Meinungsäußerung zur fundamentalen, öffentlich diskutierten Frage des Schutzes des Lebensrechts Ungeborener nach Art. 5 Abs. 1 GG grundsätzlich toleriert werden. Am 7. Dezember 2004 bestätigte der BGH das Urteil des OLG Karlsruhe von 2003, dass Schwangerschaftsabbruch öffentlich als „neuer Holocaust“ kritisiert, dabei aber nicht mit dem Namen eines bestimmten Arztes verbunden werden dürfe.
Die Bundesprüfstelle für jugendgefährdende Medien nahm Annens Webseiten im April 2007 in die Liste jugendgefährdender Medien auf. 2020 bezeichnete Annen die Fachärztin Kristina Hänel, die sich gegen Abtreibungsverbote einsetzt, auf seiner Webseite als „Entartete“ und stellte ihre Fotografie neben Bilder von KZ-Wachmannschaften. Am 24. August 2020 verurteilte ihn das Landgericht Hamburg deswegen dazu, an Hänel eine Entschädigung zu zahlen und die beiden Stellen zu löschen, und verbot die Gleichsetzung bestimmter Abtreibungsbefürworter mit NS-Verbrechern.
Kardinal Joachim Meisner verglich in einer Predigt am 6. Januar 2005 den Kindermord von Bethlehem, die Verbrechen der Nationalsozialisten und die Stalins mit millionenfachen Abtreibungen. Nach heftigen Protesten bedauerte er seine Äußerung, nahm sie inhaltlich aber nicht zurück. Papst Johannes Paul II. verglich 2005 heutige gesetzliche Regelungen zum Schwangerschaftsabbruch mit Hitlers Ermächtigungsgesetz vom 24. März 1933, das die „Endlösung“ ermöglichte: Die Judenvernichtung habe 1945 aufgehört, „was jedoch fortdauert, ist die legale Vernichtung gezeugter, aber noch ungeborener menschlicher Wesen“. Daraufhin stellte Kardinal Karl Lehmann (Deutsche Bischofskonferenz) nach einem Treffen mit Paul Spiegel (Zentralrat der Juden in Deutschland) fest, die Einzigartigkeit der Shoa dürfe nicht durch falsche Vergleiche relativiert und nicht „in einem Atemzug mit der Abtreibung“ genannt werden. Auch Kirchenvertreter müssten das Wort Holocaust sensibler verwenden. Bischof Walter Mixa verglich im Zusammenhang mit der Debatte um den Holocaustleugner Richard Williamson 2009 Zahlen von Abgetriebenen mit den Zahlen von Holocaustopfern.

### Tier-Holocaust

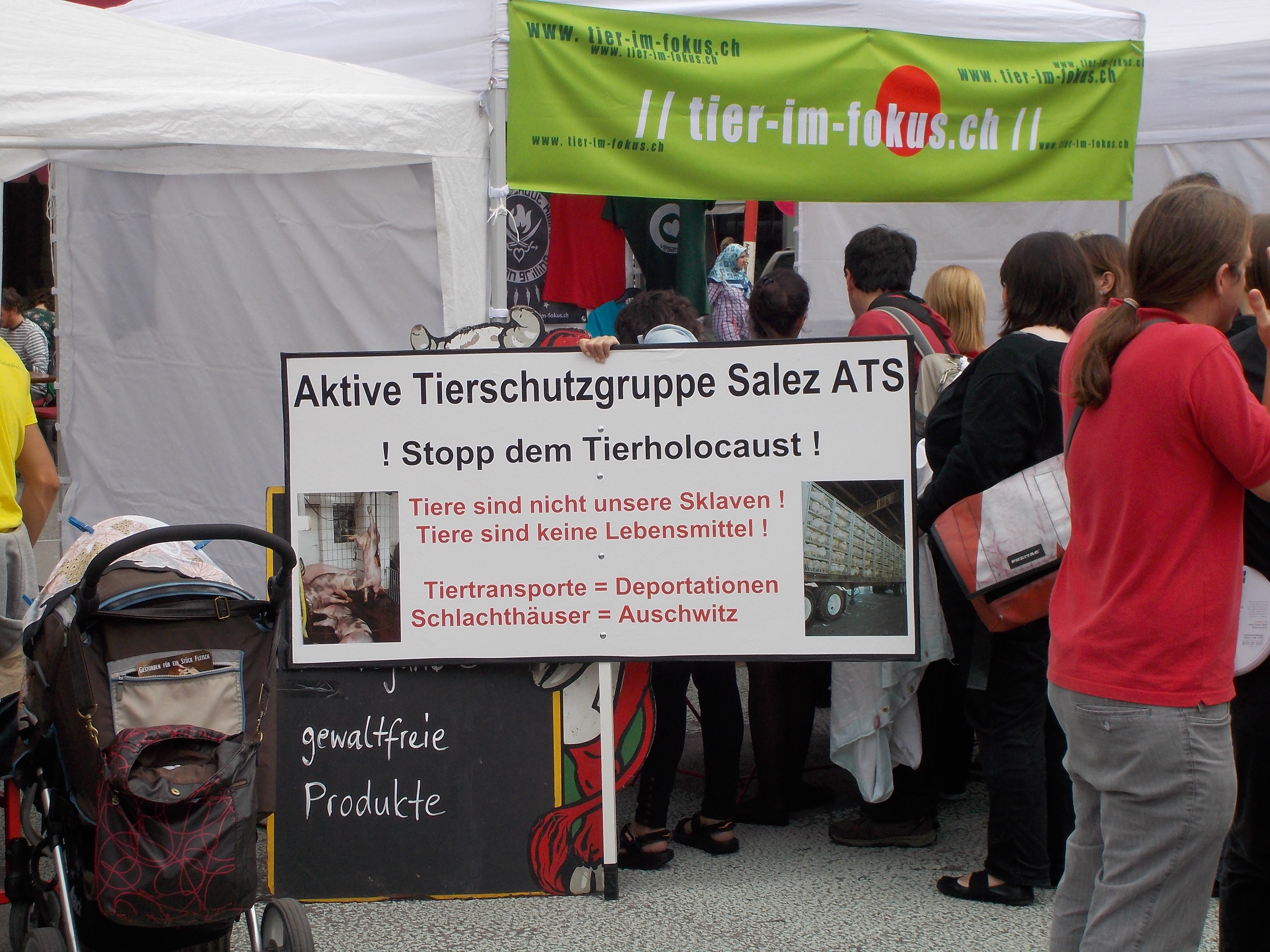
Eine Tierschutzgruppe greift bei einer Demonstration auf den umstrittenen „Holocaust-Vergleich“ zurück.

Manche Tierschutz- und Tierrechts-Organisationen verglichen bestimmte Formen der Massentierhaltung, der industriellen Tötung und Verarbeitung von Tieren zu Fleisch sowie Tierversuche mit dem Holocaust. Anhänger der Animal Liberation Front bezeichneten das massenhafte Schlachten von Tieren im Jahr 2000 als „Tier-Holocaust“ und verglichen Tierbefreiungen mit der Befreiung von Menschen aus nationalsozialistischen Vernichtungslagern. 2002 veröffentlichte Charles Patterson den Leitartikel Der Tier-Holocaust und das Buch Eternal Treblinka. Der Titel stammt aus einer Kurzgeschichte von Isaac Bashevis Singer: „Wenn es um Tiere geht, wird jeder zum Nazi […] Für die Tiere ist jeder Tag Treblinka.“ Patterson beschreibt Analogien zwischen Tierbehandlung und Holocaust und dokumentiert, wie sich einige Holocaustopfer und -täter zu Tieren verhalten haben. Die Organisation Peta startete 2002 eine Ausstellung und internationale Plakatkampagne unter dem Motto „Der Holocaust auf Ihrem Teller“, die etwa Fotografien von Tiertransporten und Vernichtungstransporten der NS-Zeit nebeneinander stellt. David Sztybel legte 2006 eine Sammlung von Holocaustvergleichen im Tierkontext vor, stellte ihre Verbreitung in der Tierrechtsliteratur fest und schlägt ihre Verteidigung vor. Auch Claire Jean Kim verteidigte 2011 Holocaustvergleiche in der Tierbefreiungsbewegung.
Gegen solche Vergleiche protestierten seit 2003 in den USA die Anti-Defamation League und andere Tierschützer. Roberta Kalechofsky, Gründerin der Gruppe Jews for Animal Rights, stimmte der Aussage Singers inhaltlich zu, wies aber Vergleiche von Tierausbeutung mit dem Holocaust und anderem zurück, da sie die entscheidenden historischen Unterschiede dieser Übel eliminiere und so das Verstehen und Aufklären ihrer jeweiligen Ursachen verhindere. Der Begriff Holocaust verweise auf einen langen Konflikt zwischen Christen und Juden, auf den der NS-Rassismus reagiert habe; durch Vergleiche mit dem Leiden der Tiere werde diese komplexe Geschichte ignoriert.
2004 übernahm die deutsche Sektion von Peta die US-Plakatkampagne „Der Holocaust auf Ihrem Teller“. Helmut F. Kaplan verteidigte ihren Holocaustvergleich in Bezug auf „Versuchslabors, Schlachthäuser, Pelzfarmen usw.“ und verband ihn mit einer Absage an die Singularitätsthese. Mit einer Anzeige des Zentralrats der Juden in Deutschland gegen Peta begann ein jahrelanger Rechtsstreit. 2004 verbot das Landgericht Berlin, 2005 das Kammergericht Berlin die Peta-Plakate, weil ihre Aussage gegen die Menschenwürde von Holocaustüberlebenden verstoße. Das Bundesverfassungsgericht nahm 2009 eine Verfassungsbeschwerde von Peta nicht an, da „ein kategorialer Unterschied zwischen menschlichem, würdebegabtem Leben und den Belangen des Tierschutzes“ bestehe und „die Kampagne des Beschwerdeführers … eine Bagatellisierung und Banalisierung des Schicksals der Holocaustopfer“ darstelle. Hier sei deren allgemeinem Persönlichkeitsrecht „Vorrang vor der Meinungsfreiheit“ einzuräumen. Dagegen urteilte der Oberste Gerichtshof Österreichs; die Kampagne 2006 sei trotz verständlicher Kritik daran rechtmäßige Werbung in einer „reizüberfluteten Gesellschaft“. Eine 2009 eingereichte Klage Petas gegen die deutschen Urteile wies der Europäische Gerichtshof 2012 ab.

### Frauen-Holocaust
Seit den 1970er Jahren verglichen einige Autoren den Holocaust an den Juden mit der frühneuzeitlichen Hexenverfolgung. Hannsferdinand Döbler (1977) setzte Hexenverbrennungen und Holocaust sprachlich gleich und führte beide Vorgänge auf einen bürokratisch-sadistischen „Säuberungswahn“ von „Schreibtischtätern“ zurück. Gerhard Schormann (1991) beschrieb die Hexenverfolgung als „Krieg gegen die Hexen“ und als zentral gesteuertes „Ausrottungsprogramm“ der Obrigkeit gegenüber einer eingeschüchterten Bevölkerung. Hans-Jürgen Wolf (1995) parallelisierte Hexenverfolgung und Holocaust mit der Begründung, beide seien von Christen verübt worden, und Hitler sei Katholik gewesen. Fachhistoriker weisen solche Erklärungsmuster mit Quellenkritik als unseriös, personalisierend und monokausal verkürzend zurück, ohne die Frage nach historischen Vorbildern des und Kontinuitäten zum Holocaust grundsätzlich abzulehnen.
Die Radikalfeministinnen Andrea Dworkin (1974) und Mary Daly (1978) behaupteten, der „Gynozid“ (Kofferwort aus griech. γυνή gyné ‚Frau‘ und Genozid) habe bis zu neun Millionen Opfer gefordert und übertreffe den Holocaust somit in Opferzahl und Dauer bei weitem. Die Opferzahl beruht auf einer ahistorischen Hochrechnung des Quedlinburger Stadtsyndikus Gottfried Christian Voigt (1740–1791). Dalys deutsche Übersetzerin Erika Wisselinck bezeichnete die Hexenverfolgung in einer eigenen Studie (1986) als „Frauen-Holocaust“ und verglich den Hexenhammer mit Hitlers Werk Mein Kampf.
Die genannten Zahlen und deren Quelle sind als falsch erwiesen. Die Geschichtswissenschaft geht heute davon aus, dass in ganz Europa etwa 40.000 bis 60.000 Personen als Hexen getötet wurden.
Der deutsche Historiker Wolfgang Behringer kritisiert, dass Wisselinck sich auch auf die rechtsextreme Esoterikerin Mathilde Ludendorff aus dem Jahr 1934 stützte: „Neuer Feminismus, völkische Frauenbewegung und nationalsozialistischer Neopaganismus reichen sich hier die Hand.“ Die britische Literaturwissenschaftlerin Diane Purkiss sieht in den Zahlenangaben einen Überbietungswettbewerb mit dem Ergebnis, dass Frauen während der Hexenverfolgung „mehr gelitten hätten als alle Opfer von Rassismus und Völkermord“.